# Gastón Sauro
Gastón Sauro (* 23. Februar 1990 in Rosario, Argentinien) ist ein argentinischer Fußballspieler.

## Karriere
Sauro debütierte als Profi in der Saison 2008/09 bei den Boca Juniors, wo er von 2008 bis 2012 in 15 Ligaeinsätzen ein Tor erzielte.
Im Juli 2012 wechselte Sauro zum FC Basel. Erstmals eingesetzt wurde er dort am 17. Juli 2012 im Hinspiel der 2. Champions-League-Qualifikationsrunde gegen Flora Tallinn. Sein Liga-Debüt gab er im 2:2-Auswärts-Unentschieden gegen den Grasshopper Club am 28. Juli 2012. Sein erstes Tor in der Schweizer Fussballmeisterschaft erzielte er am 26. September 2012 im Heimspiel im St. Jakob-Park zum 4:1-Endstand gegen den FC Sion.
Am Ende der Saison 2012/13 wurde Sauro mit dem FC Basel Schweizer Meister und stand gegen den Grasshopper Club im Finale des Schweizer Cup, welcher im Elfmeterschießen verloren ging. In der UEFA Europa League 2012/13 ist er mit dem FC Basel bis ins Halbfinale vorgerückt und musste dort gegen den amtierenden UEFA-Champions-League-Sieger FC Chelsea antreten. Der FC Basel verlor sowohl das Heim- als auch das Auswärtsspiel und schied mit dem Gesamtergebnis von 2:5 aus. In einer langen Saison mit insgesamt 76 Spielen (36 in der Super League, 6 im Cup, 20 in der Champions League und Europa League sowie 14 Testspiele) hatte Sauro insgesamt 41 Einsätze, davon 16 in der Super League, 5 im Cup sowie 10 Einsätze in der Champions und Europa League und 10 in Testspielen.

## Titel und Erfolge
FC Basel
- Schweizer Meister: 2013, 2014
- Uhrencupsieger: 2013

## Sonstiges
Neben der argentinischen besitzt Gastón Sauro auch die italienische Staatsbürgerschaft.